# Tunnel de Ptarmigan
Le Tunnel de Ptarmigan, Ptarmigan Tunnel en anglais, a été construit en 1930 dans le mur de Ptarmigan à une altitude de 2 195 mètres dans le parc national de Glacier près de Many Glacier. Long de 76 mètres, ce tunnel évite aux randonneurs une ascension très raide entre Many Galcier et la vallée de la Belly River. Le tunnel fut percé en moins de trois mois à l'aide de deux marteaux-piqueurs creusant depuis chaque côté et de dynamite. Les murs intérieurs sont en roche naturelle. À l'extérieur, les portes sont entourées d'un mur de soutien. De lourdes portes métalliques furent ajoutées durant l’été 1975. Elles sont ouvertes de mi-juillet au 1er octobre si les conditions climatiques le permettent.